# 新東勢
新東勢，是臺灣屏東縣內埔鄉的一個傳統地域名稱，位於該鄉中部略偏西南。相較於今日行政區，其範圍大致包括東勢村不含北部邊界地帶及南部中央凸出三角地帶、東片村不含北部中央凸出部分的北大半部、中林村西部北側凸出部分的南側。
本地區境內主要聚落為新東勢、東片新、景興，設有東勢國小。

## 歷史
台灣日治初期，新東勢地區為一街庄，稱為「新東勢庄」（舊制街庄），隸屬於港西下里。該庄昔日西北邊及北邊西段與番仔厝庄為鄰，北邊東段及東邊與老埤庄為鄰，南邊為內埔庄，西邊為老東勢庄、新北勢庄。
1901年（日治明治三十四年）11月11日，全台廢縣廳改設二十廳，該庄隸屬於阿猴廳。1904年（明治三十七年）4月15日，該庄編入「新東勢區」，隸屬於阿猴廳。1905年（明治三十八年）4月1日，阿猴廳改稱「阿緱廳」。1909年（明治四十二年）10月25日，全台合併二十廳為十二廳，新東勢區仍隸屬於阿緱廳。1920年（大正九年）10月1日，全台地方制度大改正，廢十二廳改設五州二廳，該庄改制為「新東勢」大字，隸屬於高雄州潮州郡內埔庄（新制街庄）。
戰後內埔庄改制為內埔鄉，隸屬於高雄縣，大字亦改制為村。1950年（民國39年）10月1日，高、屏分治，內埔鄉改隸屬於屏東縣。
相較於今日行政區，本地區的範圍大致包括東勢村不含北部邊界地帶及南部中央凸出三角地帶、東片村不含北部中央凸出部分的北大半部、中林村西部北側凸出部分的南側。

## 聚落
本地區發展較早的聚落為新東勢、東片新、景興，在日治初期的官方地圖上已有記載。此外，本地區尚有大和（部分）聚落。

## 交通
縣道187甲線是龍泉至下蚶堤防的道路，經過本地區的東片新聚落西北郊、新東勢聚落。由該道路東北行可前往老埤地區，並止於縣道187號路口；西南行可前往內埔鄉內埔市區、內埔鄉/竹田鄉交界地帶、竹田鄉、萬丹鄉，並止於縣道189甲線路口。
縣道187丙線是過田至大埔的道路，其東南側端點（終點）位於本地區東部邊界外緣的縣道187號路口。由此先向南南西行，後繞大彎轉西北，經過本地區的大和聚落後，可前往麟洛鄉東北端、長治鄉、九如鄉東南部凸出部分、鹽埔鄉西南端、九如鄉北部，並止於後庄地區的省道台3線路口。
鄉道屏86線是新北勢至番仔埔的道路，經過本地區西南部暨新東勢聚落。該道路在本地區的部分路段與鄉道屏91線共線。
鄉道屏89線是龍潭至大和的道路，其南側端點（終點）位於本地區西北部鄉道屏91線路口，由此向東北會經過本地區的大和聚落東南側。
鄉道屏91線是建興至內埔的道路，經過本地區西部暨大和、新東勢等聚落。該道路在本地區的部分路段與鄉道屏86線共線。
鄉道屏94線是大和至大埔的道路，經過本地區的大和、東片新等聚落。

## 學校
- 東勢國小

## 公務機關
- 屏東縣政府警察局內埔分局交通小隊（原新東勢派出所）